# Felix Rachfahl

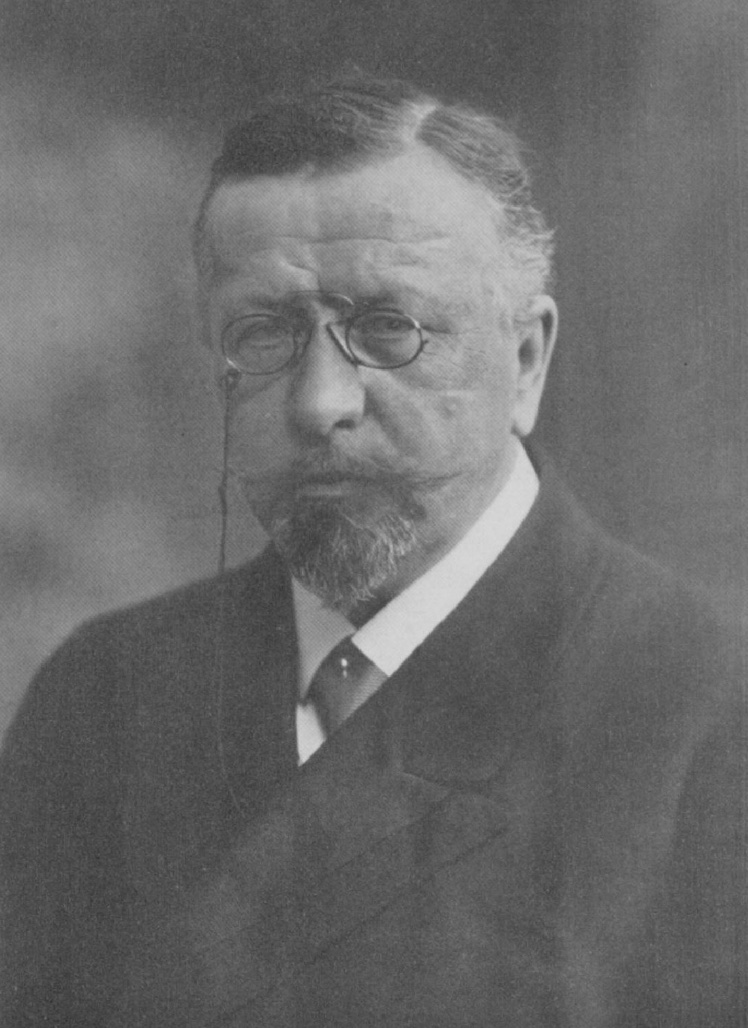
Felix Rachfahl

Felix Carl Rachfahl (* 9. April 1867 in Schömberg; † 15. März 1925 in Freiburg im Breisgau) war ein deutscher Historiker, der in der Tradition der politischen Geschichtsschreibung des Historismus stand. Er war römisch-katholischer Konfession.

## Leben
Rachfahl, der aus einer schlesischen Bauern- und Pastorenfamilie stammt und dessen Vater ein Lehrer war, besuchte das Gymnasium in Glatz und das Matthias-Gymnasium in Breslau. Er studierte ab 1886 Geschichte, Nationalökonomie und Rechtswissenschaften an den Universitäten Breslau und Berlin. Einer seiner wichtigen Lehrer war der Nationalökonom Gustav Schmoller. In Breslau wurde er Mitglied der Alten Breslauer Burschenschaft der Raczeks. 1890 wurde er bei Jacob Caro an der Universität Breslau zum Dr. phil. promoviert, mit der Dissertation Der Stettiner Erbfolgestreit 1464–1472. 1893 habilitierte sich Rachfahl an der Christian-Albrechts-Universität zu Kiel mit der Schrift Der Ursprung des Brandenburgisch-pommerschen Lehnsverhältnisses für das Fach Mittlere und Neuere Geschichte, wozu ihm Friedrich Althoff geraten hatte. Anschließend lehrte er in Kiel fünf Jahre lang als Privatdozent.
1898 erhielt Rachfahl den Ruf auf ein besoldetes Extraordinariat für mittlere und neuere Geschichte, insbesondere historische Hilfswissenschaften, an der Universität Halle. 1903 wechselte er als ordentlicher Professor an die Albertus-Universität Königsberg, 1907 an die Universität Gießen, 1909 wieder an die Universität Kiel und 1914 an die Albert-Ludwigs-Universität Freiburg. Dort amtierte er im Studienjahr 1922/1923 als Rektor. Seit 1917 war er außerordentliches Mitglied der Heidelberger Akademie der Wissenschaften. 1908 wurde er Mitglied der Historischen Kommission für Hessen, 1916 der Badischen Historischen Kommission und der Maatschappij der Nederlandse Letterkunde. 1916 wurde er Ehrenmitglied der Gesellschaft für Schleswig-Holsteinische Geschichte, 1921 der Vereinigung für die Geschichte Schlesien. Er ist Mitgründer der Gesellschaft für burschenschaftliche Geschichtsforschung.

## Wirken
Rachfahl schrieb Politische Geschichte und bezog sich auf den individualistischen Ansatz Leopold von Rankes, weshalb er mit Max Lenz als einer der Hauptvertreter der Ranke-Renaissance gilt. Über seine Biographie Wilhelms von Oranien wird heute geurteilt, sie überschätze „die Bedeutung des einzelnen Individuums, sei aber wegen ihrer unübertroffenen Detailkenntnis nach wie vor ein Standardwerk“. Obwohl seine Promotion und Habilitation Themen der Reichsgeschichte in der frühen Neuzeit behandelten, arbeitete er später hauptsächlich zur preußischen Geschichte. Seine Geschichtsschreibung nimmt Partei für den preußischen Führungsanspruch im Deutschen Reich, wie auch seine Rektoratsrede zum Thema Bismarcks englische Bündnispolitik deutlich macht.
Rachfahl beteiligte sich an dem Ende des 19. Jahrhunderts beginnenden Methodenstreit der Geschichtswissenschaft, der sich in Auseinandersetzung mit dem kulturgeschichtlichen, von der Politikgeschichte vermeintlich historisch großer Individuen abweichenden Ansatz Karl Lamprechts entspann.
Bekannt ist Rachfahl heute vor allem wegen der Kontroversen mit Ernst Troeltsch über dessen Der Protestantismus und seine Bedeutung für die moderne Welt und mit Max Weber über dessen Die protestantische Ethik und der „Geist“ des Kapitalismus. Dabei ging es um die Bedeutung religiöser Motive (innerweltliche Askese; das Konzept des „Berufs“ als Berufung) im Zusammenhang mit der Entstehung des modernen Kapitalismus und des bürgerlichen Ethos. Auch mit Werner Sombart setzte er sich kritisch auseinander.
Felix Rachfahls Mitgliedschaft in der Alte Breslauer Burschenschaft der Raczeks blieb nicht ohne historiographische Konsequenzen. Zu dieser Verbindung schrieb er 1917 eine Geschichte.

## Schriften (Auswahl)
- Der Stettiner Erbfolgestreit (1464–1472). Ein Beitrag zu brandenburgisch-pommerischen Geschichte des fünfzehnten Jahrhunderts. Koebner, Breslau 1890 (aus der Dissertation entstanden, Digitalisat im Internet Archive).
- Die Geschichte des Stettiner Erbfolgestreites. In: Baltische Studien, Band 41, Stettin 1891, S. 261–278 (Digitalisat).
- Die Organisation der Gesamtstaatsverwaltung Schlesiens vor dem dreißigjährigen Kriege (= Staats- und sozialwissenschaftliche Forschungen. Band 13). Duncker & Humblot, Leipzig 1894 (Digitalisat im Internet Archive).
- Margaretha von Parma, Statthalterin der Niederlande (1559–1567) (= Historische Bibliothek. Bd. 5). Oldenbourg, München und Leipzig 1898 (Digitalisat im Internet Archive.
- Deutschland, König Friedrich Wilhelm IV. und die Berliner Märzrevolution. Niemeyer, Halle 1901 (Digitalisat im Internet Archive).
- Le registre de Franciscus Lixaldius, trésorier général de l’armée espagnole aux Pays-Bas, de 1567 à 1575. Kiessling, Brüssel 1902 (Digitalisat im Internet Archive).
- Dreibund und Dreiverband. In: Handbuch der Politik, Berlin und Leipzig 1914.
- Bismarcks englische Bündnispolitik. Theodor Fisher, Freiburg 1922 (Digitalisat im Internet Archive).
- Wilhelm von Oranien und der niederländische Aufstand. Band 1, Halle 1906; Band 2, 1. Abteilung, Haag 1907; Band 2, 2. Abteilung, Halle 1908; Band 3, Halle 1924 (Digitalisate teilweise von Google Buchsuche, nicht außerhalb der USA abrufbar).